# Nichola Burley
 (juin 2020).
Si vous disposez d'ouvrages ou d'articles de référence ou si vous connaissez des sites web de qualité traitant du thème abordé ici, merci de compléter l'article en donnant les références utiles à sa vérifiabilité et en les liant à la section « Notes et références ».
Nichola Ann Burley (née le 26 décembre 1986 à Leeds dans le quartier de Harehills) est une actrice britannique, surtout connue pour ses rôles dans Born Equal, Drop Dead Gorgeous, Goldplated, Donkey Punch et son rôle de Carly dans StreetDance 3D.

## Scolarité
Ancienne élève de l'Intake High School (en) à Bramley, au Royaume-Uni, elle étudie également au Northern School of Contemporary Dance (en) de la même ville, ainsi qu'à Walton School (en), pendant cinq ans.

## Carrière
Sa carrière d'actrice débute en 2005, lorsqu'elle joue le rôle de Michelle dans le film de Dominic Savage : Love + Hate (en).
Elle joue des seconds rôles dans : The Ghost Squad en novembre 2005, et Shameless en février 2006. En septembre 2006, Channel 4 lance la série Goldplated dans laquelle elle interprète le rôle principal. Cependant, la seconde saison n'a jamais été commandée en raison de trop faibles audiences.
En novembre 2006, de nombreuses critiques positives sont faites au sujet de l'actrice pour le rôle de Zoé dans le drame de la BBC, écrit et réalisé par Dominic Savage, Born Equal (en) ; film qui, d'après la chaîne télévisée, « adresse l'inégalité sociale aujourd'hui en Grande-Bretagne ». L'actrice y joue aux côtés de Robert Carlyle, Anne-Marie Duff et Colin Firth. Elle s'est préparée au film en voyageant pour rencontrer de jeunes fugitifs à Londres.
Elle est aussi, comme Cathy McAleer, la vedette de la série de la BBC Three, Drop Dead Gorgeous dans la première saison en 2006, puis dans la seconde en 2007.
En 2010, elle tient le rôle principal dans le film de danse StreetDance 3D aux côtés de George Sampson, puis dans Diversity et Flawless. 
En 2011, elle joue Isabella Lint dans une adaptation du roman Wuthering Heights. Elle joue ensuite Witney Whitehead dans Candy Cabs, une série dramatique de la BBC, diffusée depuis le 5 avril 2011. Elle a également été la vedette d'un épisode de la série dramatique Inspecteur Lewis sur ITV 1. 
Elle joue aussi le rôle principal dans Bollywood Jane au West Yorkshire Playhouse (en) en juin 2007 et Constanza dans une reprise de Peter Schaffer.

## Filmographie
- 2010 : Street Dance 3D
- 2011 : Les Hauts de Hurlevent (Wuthering Heights) d'Andrea Arnold
- 2013 : For Those in Peril de Paul Wright